# Великосілля (Білогірський район)
Великосі́лля (до 1948 року Тогана́ш-Мін; крим. Toğanaş Miñ) — село Білогірського району Автономної Республіки Крим.
Входить до Чкаловської сільської ради.
Відстань від райцентру до населеного пункта становить 64 кілометрів по прямій.